# James Conner (Footballspieler)
James Earl Conner (geboren am 5. Mai 1995 in Erie, Pennsylvania) ist ein US-amerikanischer American-Football-Spieler auf der Position des Runningbacks. Er spielte College Football für die University of Pittsburgh und stand von 2017 bis 2020 bei den Pittsburgh Steelers in der National Football League (NFL) unter Vertrag. Seit 2021 spielt Conner für die Arizona Cardinals.

## Frühe Jahre
Conner besuchte die McDowell High School in Erie, an der er zunächst als Defensive Lineman spielte, bevor er auf die Position des Runningbacks wechselte. In seiner letzten Saison erlief er 1.688 Yards in 155 Läufen und erzielte 21 Touchdowns.

## College
Von 2013 bis 2016 spielte Conner Football am College. Er besuchte die University of Pittsburgh und spielte dort für die Pittsburgh Panthers in der NCAA Division I Football Bowl Subdivision (FBS).
Insgesamt kam er in den vier Jahren auf 3.733 Yards bei 668 Läufen und erlief 52 Touchdowns.
Ende 2015 gab Conner bekannt, dass bei ihm ein Hodgkin-Lymphom diagnostiziert wurde. Nach einer erfolgreichen Chemotherapie war er im Mai 2016 geheilt und setzte seine Karriere fort.

## NFL
Conner wurde im NFL Draft 2017 in der dritten Runde an der insgesamt 105. Stelle als achter Runningback von den Pittsburgh Steelers ausgewählt, wo er einen Vierjahresvertrag unterschrieb.
In seiner ersten Saison in der NFL diente er als Backup für Le’Veon Bell, bis Conner nach einer Knieverletzung ab der 15. Woche ausfiel.
Wegen Vertragsstreitigkeiten der Steelers mit Bell ging Conner als neuer Starting Runningback in die Saison 2018. Beim 21:21-Unentschieden bei den Cleveland Browns gelang ihm sein erster Touchdown in der NFL. Am 18. Dezember 2018 wurde Conner zum ersten Mal für den Pro Bowl nominiert, bei dem er als Starter für das Team der AFC auflaufen sollte. In der Saison 2019 verpasste Conner durch viele Verletzungen mehrere Spiele oder musste das Feld frühzeitig verlassen und konnte daher nicht an seine Leistung der Vorsaison anknüpfen. 2020 kam Conner in 13 Spielen auf 731 Yards bei 4,3 Yards pro Lauf.
Am 13. April 2021 nahmen die Arizona Cardinals Conner für ein Jahr unter Vertrag, nachdem sein Vertrag in Pittsburgh nicht verlängert worden war. Bei den Cardinals teilte Conner sich das Backfield mit Chase Edmonds. Vor allem in Short-Yardage-Situationen war Conner erfolgreich, seine insgesamt 18 Touchdowns in der Regular Season waren ein neuer Karrierebestwert und brachten ihm seine zweite Nominierung für den Pro Bowl ein. Mit 3,7 Yards pro Lauf war Conner allerdings deutlich weniger effektiv als Edmonds, der auf 5,1 Yards pro Versuch kam. Wegen einer Fersenverletzung verpasste Conner zwei Partien. Nach der Saison verlängerte er seinen Vertrag am 14. März 2022 um drei Jahre.

### NFL-Statistiken
| Saison                             | Team  | Spiele | Spiele | Rushing | Rushing | Rushing | Rushing | Rushing | Receiving | Receiving | Receiving | Receiving | Receiving | Fumbles | Fumbles |
| Saison                             | Team  | GP     | GS     | Att     | Yds     | Avg     | Lng     | TD      | Rec       | Yds       | Avg       | Lng       | TD        | Fum     | Lost    |
| ---------------------------------- | ----- | ------ | ------ | ------- | ------- | ------- | ------- | ------- | --------- | --------- | --------- | --------- | --------- | ------- | ------- |
| 2017                               | PIT   | 14     | 0      | 32      | 144     | 4,5     | 23      | 0       | 0         | 0         | 0,0       | 0         | 0         | 0       | 0       |
| 2018                               | PIT   | 13     | 12     | 215     | 973     | 4,5     | 30      | 12      | 55        | 497       | 9,0       | 29        | 1         | 4       | 2       |
| 2019                               | PIT   | 10     | 10     | 116     | 464     | 4,0     | 25      | 4       | 34        | 251       | 7,4       | 26        | 3         | 1       | 1       |
| 2020                               | PIT   | 13     | 11     | 169     | 721     | 4,3     | 59      | 6       | 35        | 215       | 6,1       | 18        | 0         | 2       | 0       |
| 2021                               | ARI   | 15     | 6      | 202     | 752     | 3,7     | 35      | 15      | 37        | 375       | 10,1      | 45        | 3         | 2       | 0       |
| 2022                               | ARI   | 13     | 13     | 183     | 782     | 4,3     | 23      | 7       | 46        | 300       | 6,5       | 22        | 1         | 3       | 1       |
| 2023                               | ARI   | 13     | 13     | 208     | 1.040   | 5,0     | 44      | 7       | 27        | 165       | 6,1       | 34        | 2         | 0       | 0       |
| 2024                               | ARI   | 16     | 16     | 236     | 1.094   | 4,6     | 53      | 8       | 47        | 414       | 8,8       | 44        | 1         | 4       | 3       |
| Total                              | Total | 107    | 81     | 1.361   | 5.970   | 4,4     | 59      | 59      | 281       | 2.217     | 7,9       | 45        | 11        | 16      | 7       |
| Quelle: pro-football-reference.com |       |        |        |         |         |         |         |         |           |           |           |           |           |         |         |